# هيلين بيرسون (ممثلة)
هيلين بيرسون (بالإنجليزية: Helen Pearson)‏ هي ممثلة بريطانية، ولدت في 10 سبتمبر 1959 في ليستر في المملكة المتحدة.

## وصلات خارجية
- هيلين بيرسون على موقع IMDb (الإنجليزية)
- هيلين بيرسون على موقع قاعدة بيانات الفيلم (الإنجليزية)